# 吳克群
吳克羣（英語：Kenji Wu，1979年10月18日—），藝名吳克群，台灣創作男歌手、演員及主持人。曾兩度入圍金曲獎最佳男歌手獎。

## 早年
吳克群出生在高雄市，爺爺為前高雄市議會議長吳鐘靈。六歲時母親帶他到阿根廷與父親團聚，之後也由於父母的因素回到臺灣。他就學於高雄市苓雅區中正國民小學、高雄市立五福國民中學。畢業於高雄市私立道明高級中學後，他就讀國立臺灣藝術大學戲劇學系直至畢業。
2010年成立个人品牌时改使用本名，目的為“回归自我”。鑒於部分電腦输入法無法產生“羣”字，2015年又恢復使用「吳克群」之名。

## 演藝事業
2000年吳克群參加由MTV舉辦的《新聲鬥陣賽》，沒有獲得冠軍，但是他的歌聲得到音樂製作人姚謙的賞識，並簽約維京音樂。
吳克群于2000年11月23日發行的首張專輯《一個人的Tomorrow》銷售並不如預期，因此原本就是戲劇科系出身的吳克羣於2001年改行當演員，他演出的《蜜桃女孩》和《月光森林》曾引起極大的迴響。2004年吳克群加盟種子音樂，推出第二張個人專輯（亦為個人首張創作專輯）《吳克群》；出乎意料的是，這張由吳克羣自行創作的音樂專輯獲得極大成功，使吳克羣的歌唱本領受到肯定。
2006年，以第三張專輯《大頑家》專輯入圍第17屆金曲獎“最佳國語男演唱人獎”；隔年再次以第四張專輯《將軍令》入圍第18屆金曲獎“最佳國語男歌手獎”。
吳克群以他自己的風格創作出獨特的風格，同時也在他的音樂《將軍令》裡呼籲大家不要一味崇尚洋人，積極的將中國風介紹給大家。在2008年的第五張專輯，吳克群再次突破性的做了一首名為《為你寫詩》的全新單曲。
2009年，吳克群擔任法鼓山人文社會基金會“心六倫行動大使”，發行公益單曲《把心拉近》。
吳克群在2009年8月29日舉辦「吳克羣深圳大型售票演唱會」。於中華人民共和國60周年國慶獻禮影院動畫片《馬蘭花》創作及演唱主題曲《愛是力量》及插曲《住在心裡面》。2009年10月21日慶祝江蘇昆山市撤縣設市20周年暨2009金秋金貿招商活動開幕式《中華情•昆山情》大型文藝晚會。
2013年6月，吳克群宣布自組經紀公司「和群娛樂」，進軍四大產業，包辦經紀、唱片、潮牌及電影；未來事業除了做唱片外，還開始寫劇本，準備2014年投資拍攝電影。其創立的潮牌「DEBRAND」於11月30日開幕，以限定店的方式展示他和香港藝術家鄧卓越合作的商品，光是裝潢和租金每月花費就高達新臺幣150萬元。2014年7月，吳克群簽約華納音樂。
2018年自導自演經典情歌同名電影《為你寫詩》，同時發表睽違多年的新單曲，並由合作多年的種子音樂代理發行，發布電影主題曲《你敢不敢再傻一次》。
2019年宣布加盟新公司何樂音樂，2020年發行新專輯暨社會影音小說《你說 我聽著呢》。
2024年，参演《音乐缘计划》5-6期，演唱歌曲《花开尽头》。

## 個人生活
吳克群曾與澳門富商何鴻燊之女何超蓮相戀4年，至2015年底各自宣布分手。2018年與演員陳語安相戀，至2023年初結束戀情。

## 音樂作品

### 錄音室專輯
1. 一個人的Tomorrow (2000)
2. 吳克群 (2004)
3. 大頑家 (2005)
4. 將軍令 (2006)
5. 為你寫詩 (2008)
6. 愛我 恨我 (2010)
7. 寂寞來了怎麼辦？(2012)
8. 數星星的人 (2015)
9. 人生超幽默 (2016)
10. 你說 我聽著呢 (2020)
11. 銀河裡擁抱 (2022)
12. 今天很OK (2023)

### EP
1. 把心拉近 (2009)

### 單曲
1. 十問(2022) 《披荊斬棘》第二季主題曲
2. 相信愛情的笨蛋(2022)
3. 愛盡餘生（2022）
4. 花（2023）《凌雲志》插曲
5. 心动的信号（2023）
6. 就算會老去也要火熱（2024）
7. 爱太痛(2024) (Feat.姜云升)（2024）
8. 将军令2024（2024）
9. 为你写诗2024（2024）
10. 我願像那奮不顧身的盛下/Feat. 《王櫟鑫》（2024）
11. 一場痛能多久（2024）
12. 撒嬌只對你有效《戀愛單選題》（2024）
13. 寫在星星上《玫瑰的故事》（2024）
14. 一定要再見（2024）
15. 即興的誓 爛尾的詩（2024）
16. 謝謝你愛我（2024）
17. I Feel You（2024）
18. 原來只能走到這（2024）
19. 男友求生欲（2024）
20. 别在KTV里唱情歌（2024）
21. 薛定谔的猫（2024）
22. 嫌（2024）
23. 跌跌撞撞（2025）電影《假爸爸》插曲
24. 吃愛情的苦/Feat. 《吴莫愁》（2025）
25. 蝉响（2025）

### 精選專輯
1. MagiK Great Hits (新歌+精選)(2008)
2. 寄生(新歌+精選)(2010)
3. 精選創作輯(2013)

### 詞曲創作
1. 江美琪/愛哭鬼
2. 許茹芸/好聽、一公里
3. 許茹芸、阿穆隆/男人女人
4. 溫嵐/傻瓜、熱浪、我全都相信
5. 蔡淳佳/孤單長髮
6. 何耀珊/迷路
7. 葉乃文(牛奶)/熱牛奶
8. 卓文萱/瘋了瘋了、髒兮兮
9. 黑Girl/女生
10. 蕭亞軒/錯的人
11. 李玖哲/壞習慣
12. 郭書瑤/放棄你
13. 光良/女孩別哭
14. 何炅/想
15. 王櫟鑫/大明星
16. 黃聖依/不倒翁
17. 林心如/傾聽我
18. 張棟樑/被幸福追著跑
19. 鍾欣桐/回家以後
20. 李毓芬/是我不夠好
21. 張韶涵/討好
22. 王心凌/我懂了
23. 刘明湘/我不要再比了
24. 戴愛玲/懦弱
25. 阿杜/我不該躲
26. 李嘉格/謝謝你愛我

## 演出作品

### 電視劇
| 年分   | 偶像劇     | 飾演       | 性質 |
| ------ | ---------- | ---------- | ---- |
| 2001年 | 蜜桃女孩   | 東寺森一矢 | 主角 |
| 2001年 | 陽光果凍   | Eric       | 主角 |
| 2002年 | 月光森林   | 章靖       | 主角 |
| 2003年 | 薔薇之戀   | 學弟       | 客串 |
| 2005年 | 大熊醫師家 | 吳克群     | 客串 |
| 2007年 | 黑糖瑪奇朵 | 吳克群     | 客串 |
| 2011年 | 料理情人夢 | 傅永樂     | 主角 |
| 2015年 | 鋼鐵之心   | Jimmy      | 客串 |
| 2016年 | 原來1家人  | David      | 客串 |
| 2018年 | 翻牆的記憶 | 吳克群     | 客串 |
| 2023年 | 凌云志     | 北宸       | 配角 |

### 電影
| 日期   | 名稱                       | 飾演          | 性質   |
| ------ | -------------------------- | ------------- | ------ |
| 2003年 | 《雨衣》 又名 《7-11之戀》 | 阿智          | 男主角 |
| 2008年 | 《絕魂印》                 | 何士戎 阿森尼 | 男主角 |
| 2012年 | 《萬人•迷》                | 凱文(郭帆)    | 男主角 |
| 2014年 | 《脫軌時代》               | 康聖熙        | 男主角 |
| 2016年 | 《708090之深圳戀歌》       | 李明哲        | 男主角 |
| 2017年 | 《大釣哥》                 | 張士邦        | 男主角 |
| 2018年 | 《為你寫詩》               | 陳詩杰        | 男主角 |

### 音樂錄影帶(導演)
| 日期   | 歌曲     | 專輯                        |
| ------ | -------- | --------------------------- |
| 2006年 | 戲劇天才 | 將軍令                      |
| 2008年 | 牽牽牽手 | 為你寫詩                    |
| 2008年 | 愛太痛   | MagiK Great Hits 新歌＋精選 |
| 2009年 | 把心拉近 | 把心拉近                    |

### 音樂錄影帶(演出)
| 歌曲           | 歌手           | 角色   |
| -------------- | -------------- | ------ |
| 神話           | 許茹芸         | 男一角 |
| 轉眼           | 戴佩妮         | 男一角 |
| 憑什麼         | 瞿穎           |        |
| 你那裡幾點     | 劉虹嬅         |        |
| 留在誰心裡     | 江美琪         |        |
| 我又想起你     | 江美琪         |        |
| 雙手的溫柔     | 江美琪         | 男一角 |
| 昨天今天明天   | 吳克群、侯湘婷 | 男主角 |
| 要再見         | 陳予新         |        |
| 只要你想起我   | 陳予新         |        |
| 遇見另外一個人 | 許茹芸         | 男ㄧ角 |

### 綜藝節目（真人秀）
2019年 聲林之王2 飛行導師 第8期
2022年 披荊斬棘第二季 參賽成員

## 主持節目
- Channel V（台灣）節目無敵青春克

## 固定節目

### 《全能星戰》比賽過程
| 期數         | 日期       | 比賽主題          | 演唱歌曲                       | 製作人 | 總成績  | 備註            |
| ------------ | ---------- | ----------------- | ------------------------------ | ------ | ------- | --------------- |
| 01           | 2013/10/11 | 排名赛 摇滚之夜   | 将军令 We Will Rock You        | 陈子鸿 | 1247    | 第5名           |
| 02           | 2013/10/18 | 淘汰赛 民歌之夜   | 黄土高坡 青藏高原              | 陈子鸿 | 1206    | 第5名           |
| 03           | 2013/10/25 | 排名赛 爵士之夜   | 为你写诗                       | 陈子鸿 | 1342    | 第3名           |
| 04           | 2013/11/01 | 淘汰赛 戏曲之夜   | 新贵妃醉酒                     | 陈子鸿 | 1005    | 第7名           |
| 05           | 2013/11/08 | 排名赛 民谣之夜   | 我不难过                       | 陈子鸿 | 1121    | 第6名           |
| 06           | 2013/11/15 | 淘汰赛 流行之夜   | 找自己                         | 陈子鸿 | 1206    | 第4名           |
| 07 第1輪     | 2013/11/22 | 淘汰赛 制作人之夜 | 寂寞男孩之歌                   | 陈子鸿 | 1258    | 第1名(直接晋级) |
| 08 第1輪     | 2013/11/29 | 淘汰赛 致巨星之夜 | 拒绝再玩                       | 陈子鸿 | 1213    | 第4名           |
| 08 第2輪     | 2013/11/29 | 淘汰赛 致巨星之夜 | Beat It                        | 陈子鸿 | 271     | 晋级            |
| 10 第1輪     | 2013/12/13 | 淘汰赛 踢馆之夜   | 倔强                           | 陈子鸿 | 161     | 进入第二轮      |
| 10 第2輪     | 2013/12/13 | 淘汰赛 踢馆之夜   | 一场游戏一场梦                 | 陈子鸿 | 286     | 晋级            |
| 總決賽 第1輪 | 2013/12/20 | 音乐类型帮唱      | 男人的歌(任贤齐為帮唱嘉宾)     | 陈子鸿 | 205+98  | 第2名           |
| 總決賽 第2輪 | 2013/12/20 | 返场歌手帮唱      | One Day More(张韶涵為帮唱嘉宾) | 陈子鸿 | 170+46  | 第4名           |
| 總決賽 第3輪 | 2013/12/20 | 歌手个人演唱      | 法海你不懂爱                   | 陈子鸿 | 186+108 | 第3名           |

#### 總決賽前三轮总成绩排名
| 第1輪成績 | 第2輪成績 | 第3輪成績 | 總成績 | 名次   | 結果                                       |
| --------- | --------- | --------- | ------ | ------ | ------------------------------------------ |
| 303       | 216       | 294       | 813    | 第四名 | 陶喆季军 吴克羣殿军 胡彦斌、孙楠进入第四轮 |

## 書籍著作
- 2006年 《吳克群情歌創作樂譜書》

## 巡回演唱会

### 银河里拥抱 巡回演唱会 (4场)
| 场次 | 举办时间       | 国家／地区 | 举办城市 | 举办地点             | 备注           |
| ---- | -------------- | ---------- | -------- | -------------------- | -------------- |
| 1    | 2022年11月10日 | 中国大陆   | 杭州     | 大麦·66LiveHouse杭州 | 嘉宾：马頔     |
| 2    | 2022年11月17日 | 中国大陆   | 南京     | 稻香大麦LiveHouse    | 嘉宾：房东的猫 |
| 3    | 2022年12月22日 | 中国大陆   | 上海     | MODERN SKY LAB       |                |
| 4    | 2022年12月23日 | 中国大陆   | 广州     | 太空间LiveHouse      | 嘉宾：姜云升   |

### 爱尽余生 巡回演唱会 (4场)
| 场次 | 举办时间      | 国家／地区 | 举办城市 | 举办地点               | 备注 |
| ---- | ------------- | ---------- | -------- | ---------------------- | ---- |
| 1    | 2023年3月24日 | 中国大陆   | 深圳     | SoFun Live             |      |
| 2    | 2023年4月6日  | 中国大陆   | 成都     | ALIVE壹现场 Live House |      |
| 3    | 2023年5月13日 | 中国大陆   | 苏州     | 阳澄文体中心           |      |
| 4    | 2023年6月2日  | 中国大陆   | 佛山     | 格莱美汇               |      |

### 我们的冒险 巡回演唱会 (进行中)
| 场次 | 举办时间      | 国家／地区 | 举办城市 | 举办地点           | 备注 |
| ---- | ------------- | ---------- | -------- | ------------------ | ---- |
| 1    | 2024年5月17日 | 中国大陆   | 杭州     | 杭州奥体网球中心   |      |
| 2    | 2024年6月1日  | 中国大陆   | 深圳     | 宝安体育馆         |      |
| 3    | 2024年6月16日 | 中国大陆   | 成都     | 成都金融城演艺中心 |      |
| 4    | 2024年9月15日 | 中国大陆   | 大庆     | 大庆市体育馆       |      |

### 个人演唱会
| 场次 | 举办时间       | 举办城市 | 举办地点       | 演唱会主题             |
| ---- | -------------- | -------- | -------------- | ---------------------- |
| 1    | 2005年2月5日   | 台北     | 台北红楼剧场   | 吴克群全Live演唱会     |
| 2    | 2009年8月29日  | 深圳     | 深圳体育馆     | 七夕之夜-K歌情人演唱会 |
| 3    | 2010年12月11日 | 台北     | 台北市渔人码头 | 台北渔人码头演唱会     |
| 4    | 2012年10月17日 | 台北     | Legacy         | 真心話大冒險音樂會     |
| 5    | 2015年5月16日  | 台北     | 华山剧场       | 数星星的人-新歌演唱会  |
| 6    | 2015年7月11日  | 北京     | 北京展览馆剧场 | QQ音乐巅峰尊享会       |
| 7    | 2015年8月15日  | 宁波     | 宁波大剧院     | QQ音乐巅峰尊享会       |
| 8    | 2015年8月21日  | 北京     | 糖果TANGO      | 吴克群YY玩唱会         |

## 公益活動
- 為中國大陸5.12汶川地震捐款100萬新台幣。
- 為希望工程捐獻10000支鉛筆。
- 為莫拉克颱風事件捐款30萬元，其後再捐贈100萬元。
- 為台灣肝病防治學術基金會捐款50萬。
- 為台灣街友暨獨居長輩、清寒單媽、寒士捐款100萬新台幣。
- 為高雄氣爆事件捐款100萬元給高雄市政府社會局。
- 2017家扶基金會「無窮世代」代言人。
- 為中國大陸12.18甘肅震災捐100萬。
- 2024年11月參與『出發吧！來台東』演唱會宣布將酬勞100萬全數捐處。

## 獎項紀錄

### 大型頒獎禮獎項
| 年份   | 角逐獎項               | 作品名稱   | 結果 |
| 2006年 | 金曲獎最佳國語男歌手獎 | 《大頑家》 | 提名 |
| 2007年 | 金曲獎最佳國語男歌手獎 | 《將軍令》 | 提名 |
| 2007年 | 金曲獎最佳作曲人       | 《將軍令》 | 提名 |

### 其他
| 年份 | 獎項 |
| ---- | --- |
| 2005 | - 亞太音樂榜－華語十大金曲獎 - 第5屆全球華語歌曲排行榜－年度25大金曲獎《吳克群》、最受欢迎创作歌手獎 |
| 2006 | - 廣州9+2音樂先鋒榜－港台最佳新人獎、十大金曲獎 - 音樂之聲中國TOP排行榜－港台傳媒推薦大獎、十大金曲、十大金曲獎 - 香港新城國語力頒獎禮－躍進偶像歌手大獎 - MTV台封神榜－人氣歌手獎 - MTV台音樂盛典－臺灣地區年度最具潛力歌手獎 - 北京音樂台頒獎禮－年度最佳創作歌手獎、創作真英雄獎、年度金曲獎《將軍令》 |
| 2007 | - Hito流行音樂獎票選－最受歡迎創作歌手獎 - 音樂之聲中國TOP排行榜－校園人氣男歌手獎《金曲》 - 東南勁歌榜頒獎禮－港臺地區最受歡迎男歌手獎 - 第15屆華語榜中榜－年度最佳歌曲獎《將軍令》 |
| 2008 | - 中國歌曲排行榜－年度十大金曲獎《牽牽牽手》 |
| 2009 | - 北京音樂台中國歌曲排行榜－年度最佳金曲獎《牽牽牽手》 - Music Radio中國TOP排行榜－港臺最佳創作男歌手獎、最佳金曲獎《為你寫詩》 |
| 2010 | - 第6屆KKB0X數位音樂風雲榜－年度十大風雲歌手獎、年度數位單曲獎《寄生》 - CHANNEL [V]音樂飆榜－年度最佳創作歌手獎、年度20大金曲獎《沒關係》 |
| 2011 | - 中國年度流行音樂歌曲排行榜－港台年度風格突破大獎、年度20大金曲獎《沒關係》 - 第18屆東方風雲榜頒獎盛典－華語五強臺灣地區最受歡迎歌手獎 - 第1屆全球流行音樂金榜－年度卓越表現獎、絕對星態度藝人獎、年度20大金曲獎《沒關係》                                                                               |
| 2012 | - 第6屆騰訊星光大典－港台年度男歌手獎 |
| 2015 | - 第11屆全球華語歌曲排行榜最受歡迎男歌手 - Music Radio中國Top排行榜－年度最佳作曲，年度三十大金曲《你是我的星球》 - 第九屆無線音樂盛典咕咪匯－年度票選最受歡迎歌手獎 |
| 2016 | - 第4屆音樂V榜年度盛典－年度創作歌手－港台、年度最佳合作－港台《你好可愛》 - 2016QQ音樂巔峰盛典－年度最佳舞台演繹、年度媒體推薦專輯《數星星的人》 - 第20屆華語榜中榜－Channel V 媒體推薦專輯《數星星的人》、榜中榜最佳舞台表現力獎(港台) - 2016hito流行音樂獎頒獎典禮－hito 創作歌手                      |
| 2017 | - MTV全球華語音樂盛典－最佳創作歌手獎、最佳全能偶像獎 |
| 2018 | - 2018中國國際青年電影展－金攝影機獎 電影《為你寫詩》 - 微博2018人氣大咖盛典－最具影響力藝人 |
| 2019 | - 微博星耀盛典－微博人氣全能藝人 |
| 2023 | - 中国微博音乐盛典年度表现力歌手 |
| 2024 | - 微博音乐盛典－年度舞台魅力男艺人 |

## 外部連結
- 吳克群 Kenji Wu的Facebook專頁
- 吳克群的新浪微博
- 吳克群的新浪博客
- 吳克群的Instagram帳戶
- 吳克群在香港影庫上的簡介
- 吳克羣 Kenji Wu - YouTube頻道 （页面存档备份，存于）(2011)
- 吳克群官方專屬頻道 Kenji Wu's Official Channel （页面存档备份，存于）(2014)